# Małgorzata Wielgosz
Małgorzata Wielgosz – polska judoczka.
Była zawodniczka Klub Judo AZS Opole (1991-1998). Dwukrotna wicemistrzyni Polski seniorek w kategorii do 52 kg (1997, 1998). Ponadto m.in. mistrzyni Polski juniorek 1993. Uczestniczka mistrzostw Europy juniorek 1993.